# Крістель Дабо
Крістель Дабо (нар. 1980) — французька письменниця-фантаст. Відома серією книг "Крізь дзеркала" (фр. La Passe-miroir).

## Біографія
Крістель Дабо народилась і виросла в Каннах у родині музикантів. Вона мріяла стати бібліотекаркою і отримала відповідну освіту, але змінила своє рішення після хвороби. Першим кроком до письменства стала платформа Silver Plume, спільнота авторів в Інтернеті, до якої приєдналась Крістель. З 2005 року живе і працює в Бельгії. 

## Нагороди і відзнаки
У 2013 році вийшов роман "Зимові заручини", який став першим твором циклу "Крізь дзеркала". За нього Крістель отримала премію Gallimard-RTL-Télérama за перший молодіжний роман. Назва серії (французькою La Passe-miroir) натхненна літературним твором французького письменника Марселя Еме "Le Passe-muraille". 
Книги "Зимові заручини" та "Викрадені з Місяцесяйва" отримали Гран-прі Imaginary у категорії франкомовний молодіжний роман у 2016 році. Ці два романи згодом були випущені в англійському перекладі видавництвом Europa Editions у 2018  та 2019 роках 
Цикл "Крізь Дзеркала" порівнюють з серією книг «Гаррі Поттер» Дж. К. Роулінг або «Його темні матерії» Філіпа Пулмана .

### Цикл "Крізь дзеркала" (фр. La Passe-miroir)
Цикл розповідає про пригоди Офелії, героїні, яка здатна читати минуле, а також переміщатися з одного місця в інше через дзеркала. Події відбуваються в альтернативному світі, де Земля розділена на 21 «ковчег»
- Зимові заручини (фр. Les fiancés de l'hiver), 2013 р.

- Викрадені з Місяцесяйва (фр. Les disparus du Clairdelune), 2015 р.

- Пам'ять про Вавилон (фр. La mémoire de Babel), 2017 р.

- Буря відлунь (фр. La Tempête des échos), 2019 р.

## Зовнішні посилання
- Офіційний сайт The Mirror Visitor Quartet